# Paper Mario
Detta är en artikel om ett TV-spel. För mer information om figuren se Mario
Paper Mario (känt som Mario Story i Japan) är ett TV-spel till Nintendo 64, lanserat i Japan år 2000.

## Handling
Mario och Luigi är i sitt hus när Mario får ett brev från Princess Peach. Hon bjuder dem båda till sin fest uppe på slottet, och de båda bröderna traskar glatt iväg. De minglar lite på slottet, men kan inte hitta Peach. Mario lyckas ta reda på att hon blivit trött och gått till sitt rum, men att hon velat att Mario ska komma dit. Mario går dit, och pratar en stund med Peach, när det plötsligt blir jordbävning. Kalabalik uppstår på slottet när man inser att slottet är på väg rakt upp i luften!
Bowser dyker då självklart upp, och förklarar att han stulit Star Rod från Star Haven, och att han låst in alla sju Star Spirits. Mario försöker slå Bowser och ta tillbaka Star Rod, men tack vare staven lyckas Bowser lätt besegra Mario. Han skickar iväg Mario ut i rymden, och Mario faller tillbaka ned på jorden.
Och äventyret har börjat...

## Speluppbyggnad
Paper Mario är ett rollspel, vilket är ovanligt när det gäller Mario. Vad som dessutom gör spelet så speciellt är att alla figurer är tunna som papper, därav namnet Paper Mario. Dock påverkar det inte spelandet något (vilket det gör i uppföljaren The Thousand-Year Door) utan bara grafiken.
Spelet går ut på att Mario ska rädda alla sju Star Spirits och slå Bowser. Under resans gång träffar han på åtta nya vänner som hjälper honom genom spelet:
- Goombario (en ung Goomba som har Mario som idol)
- Kooper (en Koopa Troopa som vill ge sig ut på äventyr)
- Bombette (en rosa Bob-omb som vill hämnas på The Koopa Bros. som hållit henne inlåst)
- Parakarry (en Paratroopa som jobbar som brevbärare)
- Lady Bow (Boo's prinsessa)
- Watt (en söt liten elektrisk sol med napp)
- Sushie (en Cheep-Cheep, en sorts fisk)
- Lakilester (en Lakitu som jobbat för Bowser). Lakilester vill vara cool för att imponera på sin flickvän Lakilulu.

När Mario träffar på en fiende gäller planering för spelaren istället för att försöka vara snabb. Eftersom det är ett rollspel gör alla parter i fighten varsitt drag i turordning. Spelaren behöver på så vis inte oroa sig för att en fiende ska attackera utan att den är beredd. En bra planering kan döda en stark motståndare snabbare.
Det gäller även att samla Star Points (SP), Heart Points (HP), Flower Points (FP) och Badge Points (BP).
Star Points får spelaren när den dödat en fiende, olika mycket beroende på hur stark fienden är. När SP:n når 100 går spelaren upp i nivå. Att gå upp i nivå innebär att spelaren kan välja mellan att öka maxantalet HP, FP eller BP.
Heart Points, det är livsmätaren. Spelaren börjar med 10 HP, men det går att utöka maxantalet genom att samla SP. HP minskar när spelaren blir träffad av en fiende, olika mycket beroende på hur stark fienden är.
Flower Points används till att göra lite kraftfullare attacker. Spelaren börjar med 5 FP, men det går att utöka maxantalet genom att samla SP. FP minskar när spelaren väljer att göra en lite starkare attack, ofta en attack som kräver en "bricka".
Badge Points används till att kunna sätta på och stänga av brickor. Brickor kan t.ex. utöka mätare, hjälpa till att hitta dolda saker eller låta spelaren använda kraftfulla attacker. Varje bricka kräver ett antal BP för att vara påslagen. Spelaren börjar med 3 BP, men kan utöka maxantalet genom att samla SP.
Efter att ha befriat sin första Star Spirit kan Mario även använda Star Power. Han får en ny attack och en ny behållare för Star Power av den Star Spirit han befriar. Star Power fylls på lite efter varje omgång, men det går att öka på lite extra fort genom att använda attacken Focus.
Det finns även föremål att samla, som svampar och honung, som ger tillbaka lite HP och FP.

## Grafik och miljöer
Grafiken är i 3D, och miljöer och omgivningar är rätt så lika Super Mario 64 men har även hämtat inspiration från andra spel i Mario-serien. Däremot är figurerna designade så att de ser ut att vara ritade på en bit papper, och när de vänder på sig kan man se att de är papperstunna. Även hus och liknande fäller prydligt fälls ihop när spelaren går in i dem.

## Utmärkelser
Paper Mario vann två kategorier i Club Nintendo Awards 2001:
- Mest originella spel
- Bästa Nintendo 64-spel

Det kom också tvåa i kategorin Bästa Nintendo-spel 2001.